# Огоновський Ілярій Михайлович
Ілярій Михайлович Огоновський (; 6 грудня 1854, с. Чагрів, нині Рогатинського району Івано-Франківської області — 10 липня 1929, м. Львів) — український філолог, перекладач, педагог. Брат Олександра, Омеляна і Петра Огоновських.

## Життєпис
Народився у родині священика. Батько о. Михайло Огоновський був настоятелем церкви Різдва Пресвятої Богородиці. Огоновські мали шляхетське походження і належали до гербу Огоньчик.
Навчався в гімназії у м. Бережани. Від 1884 — вчитель академічної гімназії у м. Львів.
Автор «„Словаря до Гомерової Одіссеї“ і „Іліяди“» (1900) (коректором грецько-українського тлумачника до «Одісеї» та «Іліяди» був Недільський Софрон), «Методичної граматики руської мови» (1894, разом із Володимиром Коцовським) та статей із класичної філології; переклав твори давньогрецьких і римських письменників.
Похований на Личаківському цвинтарі, поле № 64.

## Родина
Брат Олександра, Петра та Омеляна Огоновських, стрийко Любомира Огоновського.